# ابن ولی مقدسی
ابراهیم بن ولی بن نصر مَقدَسی غِزی لقب‌گرفته به برهان‌الدین، همچنین شهرت‌یافته به برهان‌الدین مقدسی (؟ - زنده تا ۱۵۵۳م) فقیه حنفی، ادیب و نویسندهٔ فلسطینی در سدهٔ دهم هجری//شانزدهم میلادی بود که شعر نیز سرود. در سال ۱۹۴۶ پس از بازدید از بغداد، به حلب رسید. رساله‌ای دربارهٔ اسب‌شناسی نگاشت و آن را تحفة العُبید فیما ورد فی الخیل والرمایة والصید نام نهاد، این اثر را به یکی از وزیران عثمانی تقدیم نمود، سپس در سال ۹۵۰م خواست به میهن خود بازگردد، اما راهی گزید که در آن گم گشت و دیگر خبری از او در متون نیامده است. الدرة البرهانیة نیز از دیگر آثار اوست.